# Pont des Îles
Le pont des Îles est un pont routier et cycliste situé à Montréal (arrondissement Ville-Marie qui relie l'île Sainte-Hélène à l'île Notre-Dame en enjambant le chenal Le Moyne du fleuve Saint-Laurent.

## Historique
Il s'agissait à l'origine d'un pont à haubans, soutenu par un seul pilier central. Lors de travaux de réhabilitation subséquents, on ajouta un pilier de chaque côté et on enleva les haubans. Les pylônes de béton sont toutefois demeurés.
De 1967 à 1972, le pont était également emprunté par l'Expo Express, un service de métro de surface conçu pour desservir l'Exposition universelle de 1967.

## Description
Le pont comporte cinq voies de circulation, soit deux vers Montréal et trois vers l'île Notre-Dame. Les trois voies vers l'île Notre-Dame sont séparées par un muret de béton, alors que la voie de gauche permet de rejoindre le Casino de Montréal et les deux autres sont dirigées vers une rampe d'accès qui relie le pont au circuit Gilles-Villeneuve et au Parc Jean-Drapeau. 
Un autre muret de béton, situé du côté nord du pont, permet de séparer les voies de circulation automobile de la piste cyclable. Un trottoir est également aménagé du même côté.